# Karlshamns skeppsvarv
Karlshamns skeppsvarv, eller Helenebergs skeppsvarv, var ett skeppsvarv på Sternö utanför Karlshamn.
I Karlshamn byggdes sedan gammalt skepp, ursprungligen handelsfartyg, på tomterna längs med Mieån. På 1700-talet anlades en gemensam varvsplats vid Näsviken och senare vid det gamla Fisktorget. År 1735 bildades ett bolag som anlade ett nytt varv på ett utfyllt område mellan Fisktoget och Sjötullhuset. Detta sysselsatte så småningom ett hundratal personer.
År 1891 flyttades Karlshamns skeppsvarv, som då ägdes av Ljunggrens Verkstads AB i Kristianstad, till Sternö och blev Helenebergs varv. Efter flytten 1891 gick det snabbt utför för varvet. Få eller inga nybyggen gjordes och det reducerades till att bli ett reparationsvarv. Det ägdes 1890–1909 av Ljunggrens. Under början av 1900-talet låg verksamheten delvis helt nere, men återupptogs 1911.
På 1920-talet erbjöds företaget till staden, som tackade nej. Det köptes därefter 1928 av skeppsredaren John Carlbom. Han utvidgade verksamheten med upphuggning av fartyg, som då var en för Sverige ny sorts verksamhet. När varvet hade som flest anställda i början på 1920-talet, fanns det omkring 350 arbetare. 
På 1930-talet tog Carlbom ett lån av skeppsredaren Klas August Andersson, som kallades "Maskinisten", men kunde inte återbetala det. Ägandet övergick då 1937 till Klas August Andersson, som drev det utan större omsorg och lät det bli närmast en skeppskyrkogård. Under andra världskriget uppkom ett akut behov av tonnage, och många av de på varvet utrangerade fartygen kunde säljas med god förtjänst. Ett sådant fartyg var bogserbåten Berga, som fortfarande är i drift, nu som fritidsbåten Rex. Verksamheten var låg. I början av 1930-talet hade varvet ett 15-tal anställda.
Andersson avled 1954 och efterlämnade vid varvet rostiga fartygsskrov på havets botten, brutna master, räddningsbåtar, flottar. Efter Anderssons död övertogs så småningom varvsområdet av Karlskamns stad. År 1964 sprängdes skeppskyrkogården bort och alla husen revs. Vid stranden anlades en 170 meter lång kaj för utskeppning av trävaror. Området har varit ett diabasbrott och planeras (2023) att bli bostadsområdet Stärnö sjöstad.
[uppföljning saknas]